# Під попереднім слідством
«Під попереднім слідством» (інша назва «Інквізитор») (фр. Garde à vue) — французький фільм 1981 року, поставлений режисером Клодом Міллером за романом «Промивання мізків» (англ. Brainwash) англійського письменника Джона Вейнрайта. Фільм отримав кінопремію «премію Сезар» (1982) у чотирьох номінаціях .

## Сюжет
Відомий нотаріус, метр Жером Мартіно (Мішель Серро) знаходить тіло зґвалтованої і убитої дівчинки та заявляє про це в поліцію. Справу веде найдосвідченіший інспектор Антуан Гальян (Ліно Вентура), справжній професіонал, який тонко відчуває обман і сам з успіхом розставляє логічні пастки. Напередодні Нового року на прохання поліції Мартіно приходить до поліцейської дільниці для уточнення свідчень. Він жартує і навіть злегка підструнчує інспекторів, та раптом виявляє, що перетворюється зі свідка в головного підозрюваного, до того ж проти нього лжесвідчить власна дружина.

## В ролях
| Актор(ка)        |   | Роль                          |
| ---------------- | - | ----------------------------- |
| Ліно Вентура     | • | інспектор Антуан Гальян       |
| Мішель Серро     | • | Жером / Шарль / Еміль Мартіно |
| Ромі Шнайдер     | • | Шанталь Мартіно               |
| Гі Маршан        | • | інспектор Марсель Бельмон     |
| Дідьє Агостіні   | • | молодий поліцейський          |
| Патрік Депейра   | • | поліцейський                  |
| П'єр Магелон     | • | Адамі                         |
| Анн Міллер       | • |                               |
| Серж Малік       | • |                               |
| Жан-Клод Пеншена | • |                               |

## Нагороди і номінації
| Рік  | Нагорода                          | Категорія                           | Номінант                              | Результат |
| ---- | --------------------------------- | ----------------------------------- | ------------------------------------- | --------- |
| 1981 | Монреальський кінофестиваль       | Приз журі за найкращий кіносценарій | Клод Міллер, Жан Герман               | Перемога  |
| 1982 | Кінопремія «Сезар»                | Найкращий фільм                     | Клод Міллер                           | Номінація |
| 1982 | Кінопремія «Сезар»                | Найкращий режисер                   | Клод Міллер                           | Номінація |
| 1982 | Кінопремія «Сезар»                | Найкращий актор                     | Мішель Серро                          | Перемога  |
| 1982 | Кінопремія «Сезар»                | Найкращий актор другого плану       | Гі Маршан                             | Перемога  |
| 1982 | Кінопремія «Сезар»                | Найкращий кіносценарій              | Клод Міллер, Жан Герман, Мішель Одіар | Перемога  |
| 1982 | Кінопремія «Сезар»                | Найкращий оператор                  | Брюно Нюйттен                         | Номінація |
| 1982 | Кінопремія «Сезар»                | Найкращий монтаж                    | Альберт Юргенсон                      | Перемога  |
| 1982 | Кінопремія «Сезар»                | Найкращий звук                      | Paul Lainé                            | Номінація |
| 1982 | Французький синдикат кінокритиків | Найкращий французький фільм         | Клод Міллер                           | Перемога  |